# Xylotrechus iteratus
Xylotrechus iteratus es una especie de insecto coleóptero de la familia Cerambycidae. Estos longicornios son endémicos de Célebes (Indonesia).
Mide unos 15,75 mm.